# Rap nawng sayawng khwan
รับน้องสยองขวัญ,Rab Nong Sayong Kwan es una película de terror tailandés del 2005 dirigida por Pakphum Wonjinda. En esta película, un grupo de estudiantes de primer año en una gira de sobrevivir a un accidente, sólo para terminar en un pueblo abandonado donde son perseguidos y asesinados uno por uno.

## Trama
Un grupo de estudiantes de primer año tener un viaje por carretera a un pueblo y después de la mayoría de ellos sobreviven a un accidente mortal del puente, el grupo termina en un pequeño pueblo y pronto se mataron uno a uno por un loco desquiciado.
En un giro de la trama, los asesinatos se revelan como parte de un Battle Royalereality show esque-donde un mal hablado, la realidad cruel anfitrión de la demostración permite a los espectadores a elegir compañeros de clase que deberían ser asesinados y la forma de morir a través de mensajes de texto. La película termina con el director enojado gritando a su equipo y se preparan para limpiar el aparato a la cortina final.

## Reparto
- Sumonrat Wattanaselarat como Pii de mayo.
- Wongthep Khunarattantrat como Jonathan.
- Kanya Rattanapetch como Tarn.
- Amornpan Kongtrakarn como Mew.
- Atchara Sawangwai como Awm.
- Kenta Sikjiya como Kenta.
- Buanphot Jaikanthaa como Mai.
- Chatchawan Sida como Bawmp.
- Matika Arthakornsiripho como Tan.